# И-209(А)

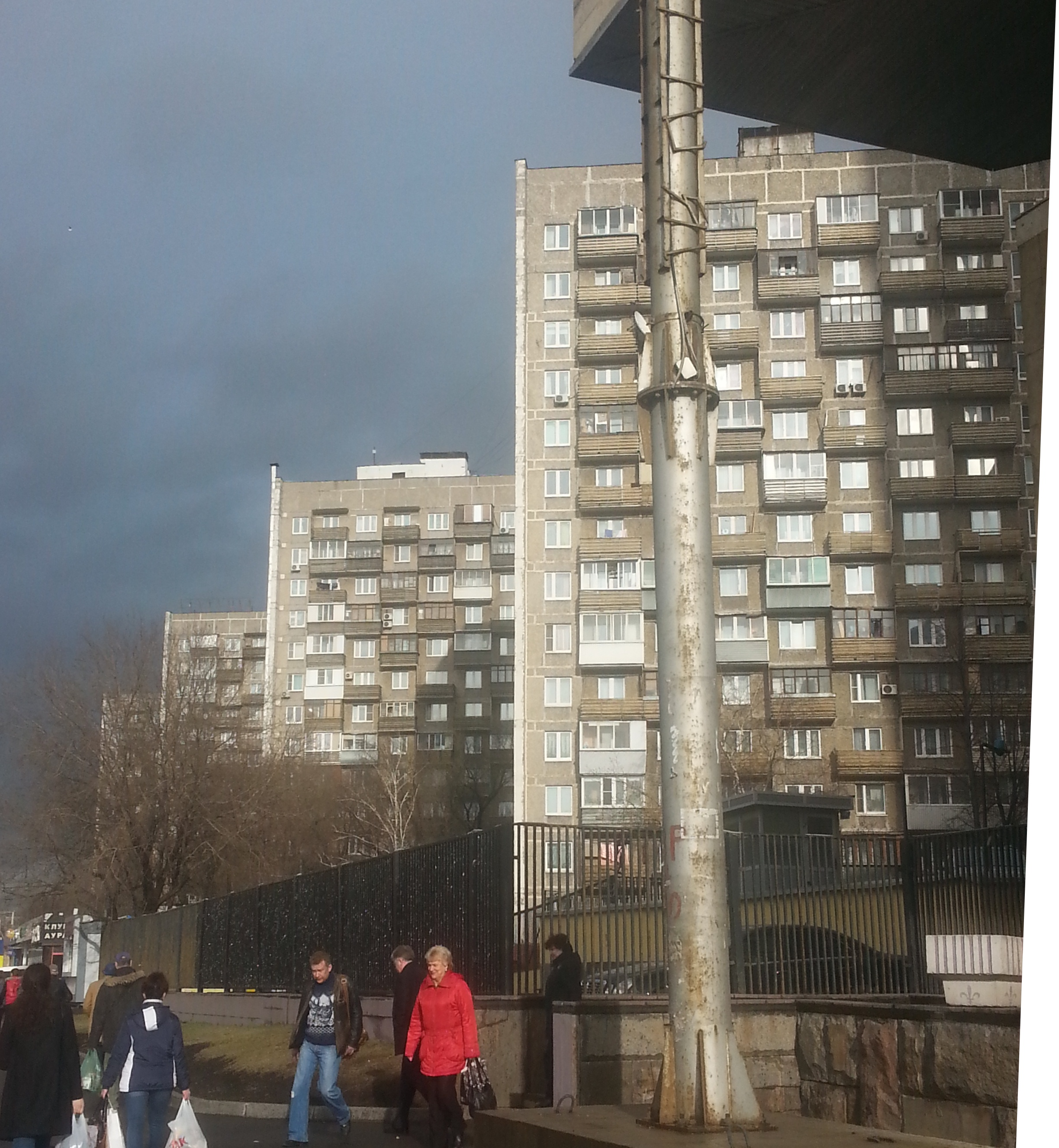
Ряд домов серии И-209 на Щелковском шоссе

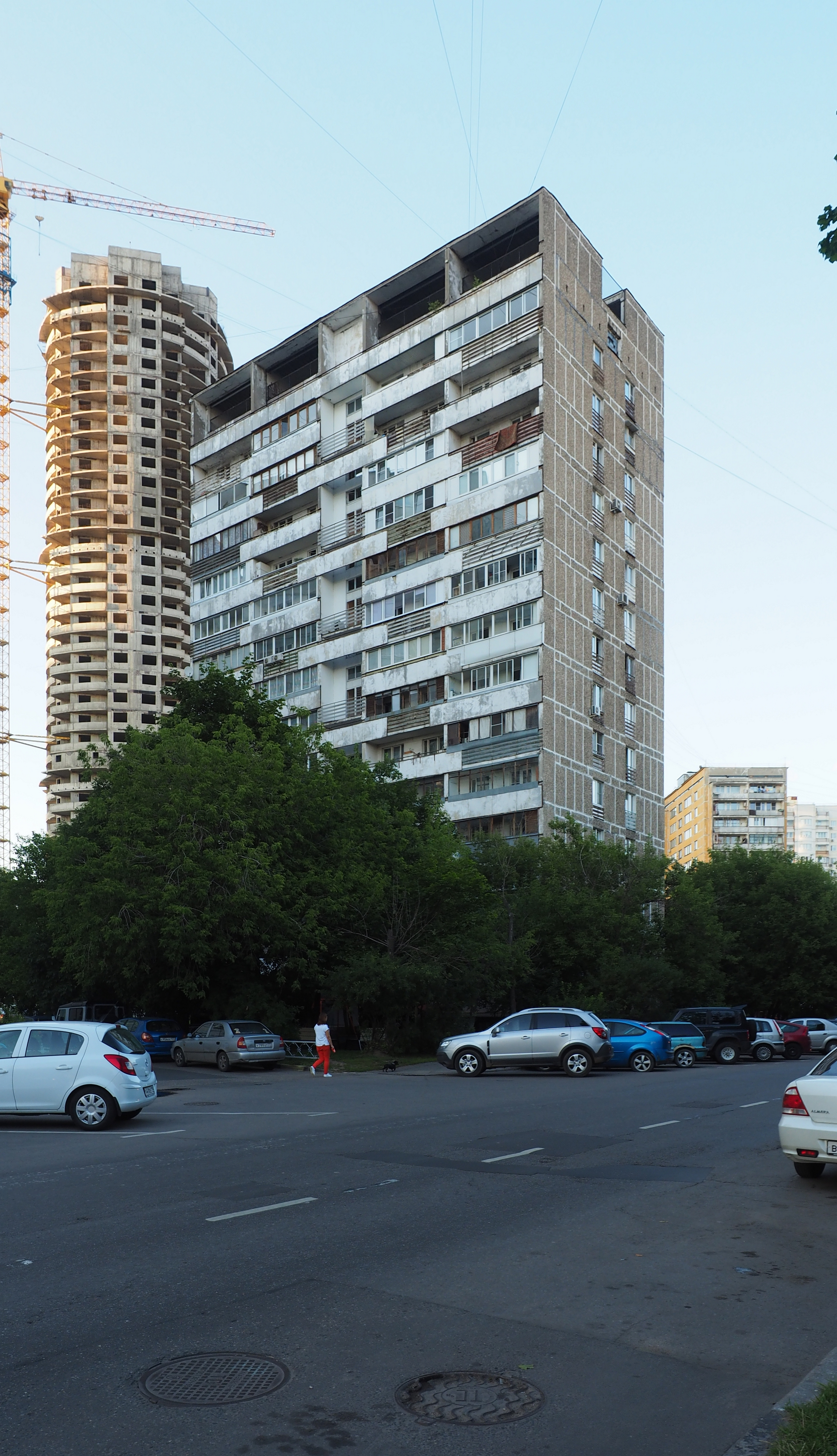
Первый дом серии, улица Шверника

И-209(А)  — одна из блочных типовых серий жилых домов башенного типа, разработанная проектным институтом МНИИТЭП и строившаяся в 1970—1980-е годы. Широко распространена в Москве, реже встречается в других городах России.

## Описание
Серия домов И-209А развивала предыдущие серии блочных домов, таких как II-18/09 и II-18/12. Количество этажей в здании башенного типа было увеличено до четырнадцати. Дальнейшее увеличение количества этажей в блочных зданиях после расчётов признали нецелесообразным, так что для домов большей этажности стали применять панельно-блочные конструктивные схемы, где из бетонных блоков возводили только внутренние стены, а наружные выполняли из навесных трёхслойных панелей.
Из опыта возведения предыдущих блочных серий стало понятно, что наружные стены из бетонных блоков толщиной в 400 мм не в полной мере соответствовали теплоизоляционным требованиям. Наружные стены промерзали, на внутренних поверхностях росли плесень и грибок. Особенно уязвимыми в этом плане были комнаты, расположенные в углах здания, где площадь наружных ограждающих стен наибольшая. Для решения этой проблемы в серии И-209А в углах здания были установлены дополнительные радиаторы отопления, которые должны были защищать наружные стены от промерзания. В этой серии при недостаточной мощности отопления иногда возникают проблемы с промерзанием ограждающих конструкций и возникновением конденсата на их внутренней поверхности. Наружные стены из бетонных блоков в серии И-209А не отвечают современным требованиям теплоизоляции и энергоэффективности, поэтому в Москве 77 % домов сделали капитальный ремонт с утеплением наружных стен и монтажом системы вентилируемого фасада.
Внутренние несущие стены серии расположены с шагом в 6 метров и выполнены из бетонных блоков толщиной 400 мм. Наружные стены выполнены из керамзитобетонных блоков (чаще всего марки М-75). На каждом этаже с торцов здания, как и в серии II-18/12, предусмотрены диафрагмы жесткости из железобетонных панелей толщиной 200 мм, которые воспринимают ветровую нагрузку с торцевых фасадов. Плиты перекрытий выполнены из сборных железобетонных многопустотных плит толщиной 220 мм, опирающихся на внутренние несущие и наружные торцевые стены.
По сравнению с блочной серией II-18/12 число квартир на этаже в типовой серии И-209 увеличено. Также к планировке были добавлены просторные лоджии, которые занимают весь фасад здания и не позволяют спутать эту серию с какой-либо другой. Несмотря на увеличение общего количества квартир на этаже, в планировке всё же были сохранены трёхкомнатные квартиры, окна в которых выходят на три фасада здания.
Инженерные коммуникации в домах разведены по подполью и техэтажу.
К преимуществам данной серии помимо уже указанных следует отнести отсутствие внутри квартир несущих стен (за исключением диафрагм жёсткости), что позволяет осуществлять множество вариантов перепланировки.
К недостаткам помимо недостаточной теплоизоляции наружных стен следует отнести отсутствие грузового лифта и небольшие площади квартир.

## Основные характеристики
| Количество секций (подъездов) | 1                                                     |
| Этажность                     | 14                                                    |
| Высота потолков               | 2,50                                                  |
| Лифты                         | 2 пассажирских                                        |
| Балконы                       | Во всех квартирах, кроме части квартир первого этажа. |
| Количество квартир на этаже   | 7-8                                                   |
| Перспектива сноса             | Сносу не подлежит. Подвергаются капитальному ремонту. |

## Площади квартир
| Площадь              | Общая, м² | Жилая, м² | Кухня, м² |
| 1-комнатная квартира | 34,8      | 19,4      | 9,6       |
| 2-комнатная квартира | 38,3-45,5 | 24-29,7   | 6,2-9,6   |
| 3-комнатная квартира | 64,4      | 42,4      | 9,5       |

## Строительные конструкции
| Лестницы                 | Сборные железобетонные марши и площадки                                                                                                |
| Мусоропровод             | Загрузочный клапан между этажами |
| Вентиляция               | Естественная вытяжная на кухне и в санузлах. Вентканалы проходят внутри блочных стен.                                                  |
| Наружные стены           | Керамзитобетонные блоки толщиной 40 см.                                                                                                |
| Межкомнатные перегородки | Гипсобетонные панели толщиной 8 см. |
| Междуэтажные перекрытия  | Многопустотные сборные железобетонные панели толщиной 22 см с опиранием на внутренние и наружные торцевые несущие стены.               |
| Несущие стены            | Внутренние и наружные из блоков толщиной 40 см, в торцах здания диафрагмы жёсткости из сборных железобетонных панелей толщиной 200 мм. |
| Тип кровли               | Плоская с внутренним водостоком со сбросом дождевых вод на рельеф на уровне цоколя                                                     |

## Фотоматериалы

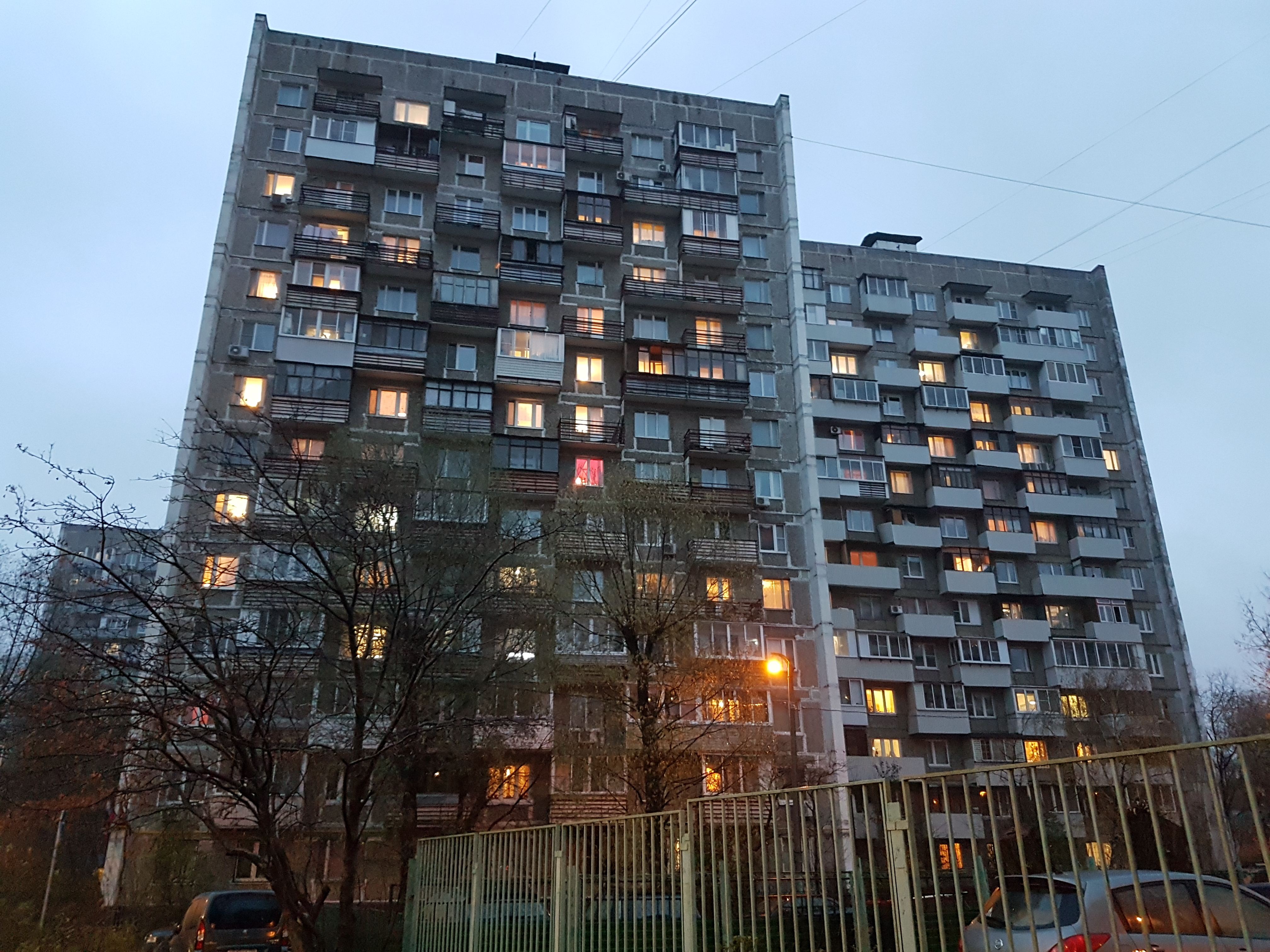
Москва, Федеративный проспект 40к1 и 40к2
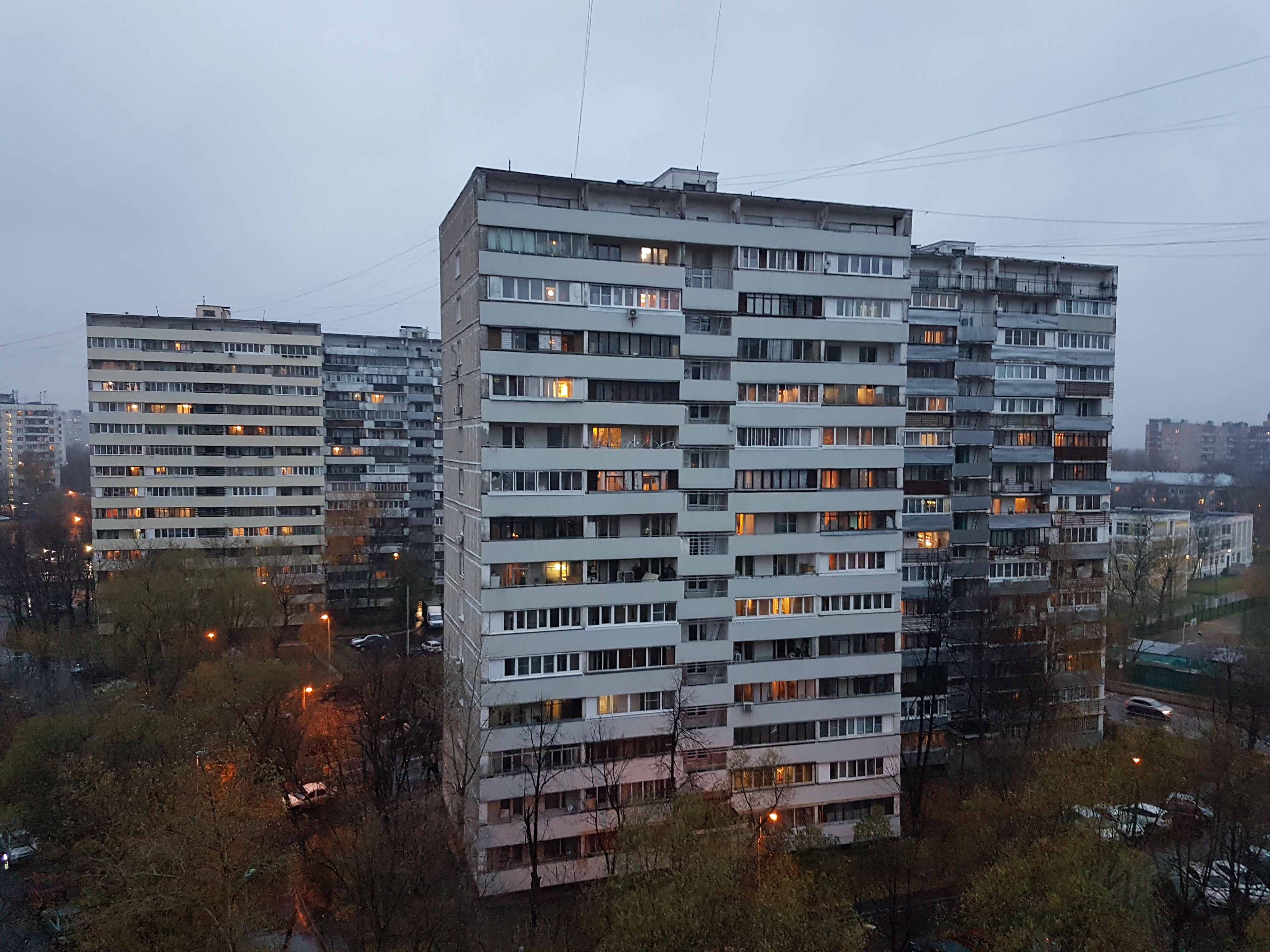
С другой стороны
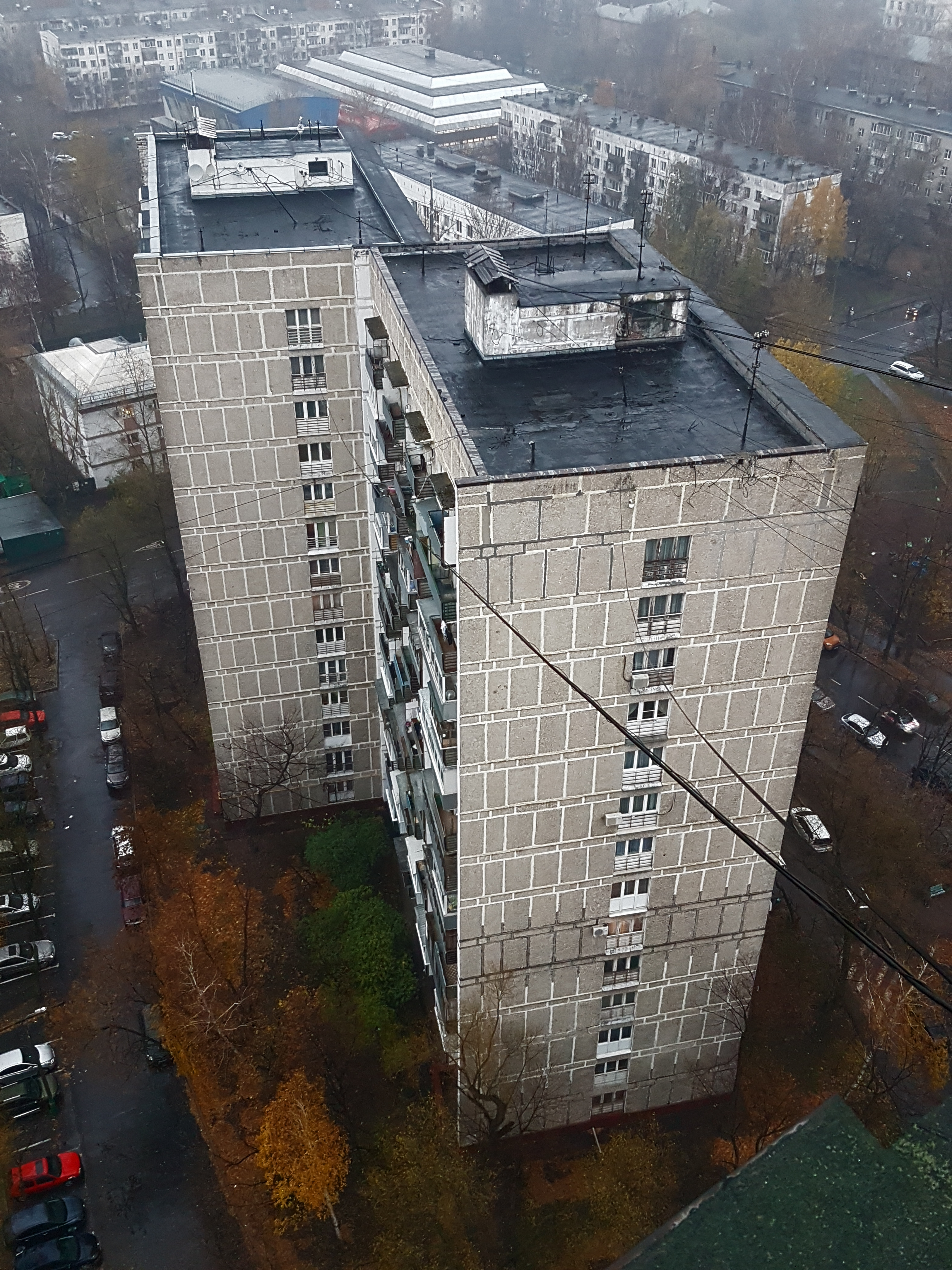
Крыши